# Gilberto Sojo
Gilberto Sojo (9 de noviembre de 1965) es un político venezolano y actual diputado suplente a la Asamblea Nacional de Venezuela del estado Aragua por el partido Voluntad Popular.

## Carrera
Sojo se desempeñó como dirigente del partido Voluntad Popular en la parroquia San Agustín de Caracas hasta su detención el 26 de noviembre de 2014 por parte de funcionarios del Servicio Bolivariano de Inteligencia (SEBIN). En las elecciones parlamentarias de 2015 encabezó la lista de la Mesa de la Unidad Democrática junto con la candidata Dinorah Figuera, obteniendo 468.964 votos y siento electo como diputado suplente a la Asamblea Nacional por el estado Aragua.

## Detención
El 26 de noviembre de 2014 Sojo fue detenido por funcionarios del Servicio Bolivariano de Inteligencia, mientras se encontraba con su esposa Carolina González, también dirigente Voluntad Popular, y su hija de tres años, quienes también fueron detenidas por treinta horas antes de ser liberadas. Después de dos años fue liberado el 13 de diciembre de 2016 con medidas cautelares. La diputada Adriana Pichardo, presidente del Observatorio de Derechos Humanos de la Asamblea Nacional, posteriormente denunció que su salud se vio gravemente afectada por el encarcelamiento y por torturadas sufridas durante su detención.
En 2021 fue acusado de incumplir su régimen de presentación y su medida de libertad condicional fue revocada. El 25 de febrero fue detenida por una comisión de las Fuerzas de Acciones Especiales (FAES) en horas de la noche y trasladado a su sede en La Quebradita, en el oeste de Caracas. La diputada Pichardo denunció que al menos 96 horas transcurrieron sin que Sojo tuviera contacto con sus familiares o su abogado. El 14 de abril fue trasladado de emergencia a un hospital debido a su delicado estado de salud.